# Салчуа де Жос (Алба)
Салчуа де Жос (рум. Sălciua de Jos) насеље је у Румунији у округу Алба у општини Салчуа. Oпштина се налази на надморској висини од 446 m.

## Становништво
Према подацима из 2002. године у насељу је живело 684 становника, од којих су сви румунске националности.